# Torre Latinoamericana
Torre Latinoamericana – wieżowiec w Meksyku, o wysokości 182 m. Budynek został otwarty w 1956 i ma 44 kondygnacje.